# Swizzels Matlow
Swizzels Matlow, auch bekannt als Swizzels, ist ein britischer Süßwarenhersteller mit Sitz in New Mills, Derbyshire, nahe Stockport. Das Unternehmen erzielte 2017 einen Umsatz von 73 Millionen Pfund. Sie beschäftigt rund 600 Mitarbeiter. Swizzels Matlow exportiert 20 Prozent seiner Süßwaren in mehr als 20 Länder, hauptsächlich in Europa. Ihre meistverkauften Marken sind Love Hearts, Parma Violets und Drumstick Lollies. Die größte Verkaufsperiode ist Halloween.

## Geschichte

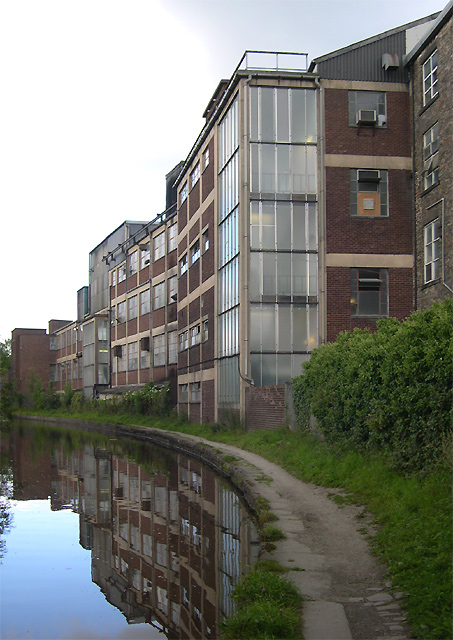
Unternehmenssitz am Upper Peak Forest Canal in New Mills.

Der Betrieb begann Anfang der 1920er Jahre an einem Marktstand in Hackney, London, wo Maurice und Alfred Matlow Geleebonbons direkt verkauften. Sie bauten 1928 eine kleine Fabrik in Ost-London und wurden als Matlow Brothers bekannt, die Gelees und Kausnacks herstellten. 1933 fusionierte das Unternehmen mit einem konkurrierenden Fabrikanten, David Dee, der sich auf kohlensäurehaltige Tablettenbonbons spezialisierte (obwohl das Unternehmen erst 1975 offiziell in Swizzels Matlow Ltd. umgewandelt wurde).
Während der Bombardierung von London im Jahr 1940 war das Unternehmen gezwungen, nach Norden in eine stillgelegte Dochtfabrik in New Mills, Derbyshire, zu ziehen, wo sie sich noch heute befindet. Parma Violets wurden 1946 eingeführt. Love Hearts wurden 1954 eingeführt. Drumsticks wurden 1957 eingeführt.
2004 wurde ganz auf hydrierte Fette verzichtet. 2009 wurde auch auf das zusetzen von künstlichen Aromen verzichtet.

## Produkte

### Refreshers
Das beliebteste Produkt von Swizzels Matlow Ltd. sind die "Refreshers". Dies sind flache Kaubonbons mit Brausepulver in der Mitte, erhältlich in den Geschmacksrichtungen Zitrone und Erdbeere. Sie tragen den offiziellen Namen New Refreshers, um Markenverwechslungen mit Barratts komprimierten Tablet Refreshers Süßigkeiten zu vermeiden.

### Fizzers
Fizzers sind gerollte Tablettenbonbons, die sprudeln und sich auflösen, wenn sie in Soda gegeben werden. Sie ähneln im Aussehen den amerikanischen Süßigkeiten Smarties (in Kanada Rockets genannt). 

### Parma Violets
Parma Violets sind scheibenförmige Süßigkeiten ähnlich wie Fizzers, aber ohne ihren Sprudel. Swizzels Matlow hat auch eine Linie von Giant Parma Violets veröffentlicht.

### Drumsticks
Der Drumstick sweet ist ein zäher Lolly von ca. 5 cm Länge. Es gibt ihn in den zwei Geschmacksrichtungen Milch und Himbeere, außerdem in vielen Sonderausgaben, wie z. B. mit Limetten- und Orangengeschmack. Im Jahr 2012 brachte Swizzels Matlow "Drumstick Squashies" auf den Markt, schaumartige Kaubonbons mit dem gleichen Geschmack wie der Drumstick Lolly. Auch mehrere Geschmacksvariationen, wie z. B. Bubblegum, wurden vertrieben.
Weitere Produkte sind:
- Climpies
- Double Lollies
- Fruity Pops
- Fun Gums
- Mr Chews
- Rainbow Dust
- Rainbow Drops
- Love Hearts
- Double Dip
- Tango Orange Flavour Chew Bar
- Stinger Tutti-Fruiti Flavour Chew Bar